# Rådet for Ukraines nationale sikkerheds- og forsvarspolitik
Rådet for Ukraines nationale sikkerheds- og forsvarspolitik (ukrainsk: Рада національної безпеки і оборони України, tr. Rada natsionalnoі bezpeki i oboroni Ukraini) (dansk: ~ Forsvarsudvalget) er et rådgivende statsligt organ for Ukraines præsident, på ukrainsk omtalt med forkortelsen RNBO[U].
Rådet er nedsat af Verkhovna Rada (Ukraines parlament). Det har til opgave at udvikle den nationale sikkerhedspolitik for indenlandske og internationale anliggender og rådgive Ukraines præsident. Alle møderne i rådet foregår i "Præsidentens sekretariatsbygning".